# Stackpole Rocks
Stackpole Rocks är en kulle i Antarktis. Den ligger i Sydshetlandsöarna. Argentina, Chile och Storbritannien gör anspråk på området.
Terrängen runt Stackpole Rocks är kuperad åt nordost, men åt nordväst är den platt. Havet är nära Stackpole Rocks åt sydväst. Trakten är obefolkad. Det finns inga samhällen i närheten. 